# Kapel van Onze-Lieve-Vrouw Troosteres der Bedrukten

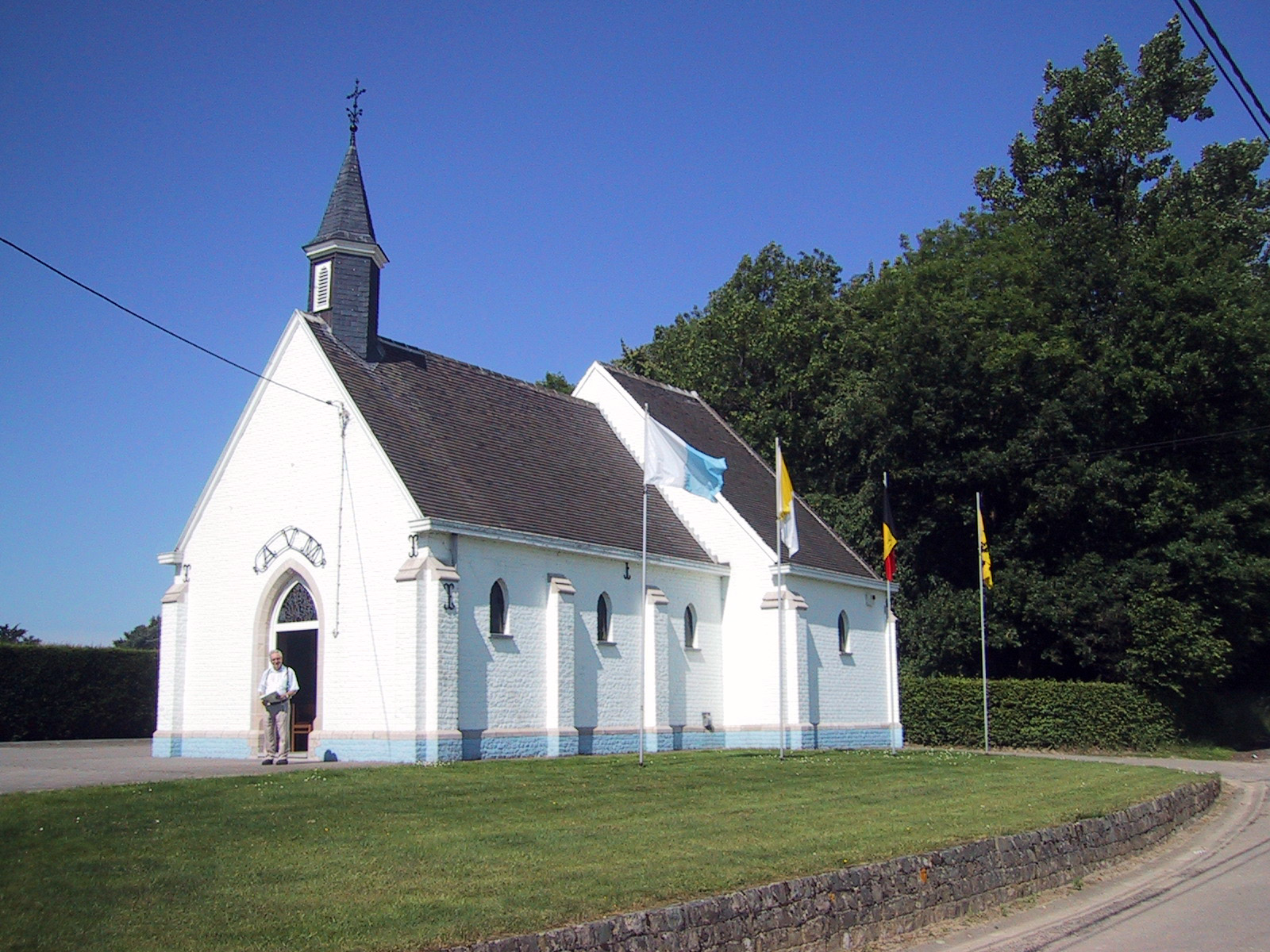
Kapel van Onze-Lieve-Vrouw Troosteres der Bedrukten

De Kapel van Onze-Lieve-Vrouw Troosteres der Bedrukten is een kapel in de tot de Vlaams-Brabantse gemeente Glabbeek behorende plaats Wever, gelegen aan de Heinkensbergstraat.
De kapel werd, volgens de overlevering, gebouwd in 1572-1573 in opdracht van de Spaanse generaal Dionysius Vicca, als dank voor de overwinning op de troepen van Willem van Oranje. Deze generaal heeft waarschijnlijk nooit bestaan en in de bossen bij Wever werd trouwens nimmer slag geleverd. Wél komt de familienaam Vicca in de omgeving van Wever voor. Het verhaal van Vicca zou uit 1611 stammen.
Het vervallen kapelletje werd in 1900 en later in 1920 vergroot. In 1966 werd de kapel opnieuw vernieuwd. In 1974 werd een Mariaparkje bij de kapel aangelegd waarin zich zeven pilaren bevinden welke de zeven smarten van Maria verbeelden.